# Pion (kierunek)
Pion – linia styczna do kierunku siły ciężkości na powierzchni ciała niebieskiego i w jej pobliżu. Jest prostopadła do powierzchni geoidy, czyli do poziomu. Do wyznaczania pionu używa się przyrządu o tej nazwie.
Stosuje się też określenie pion lokalny na określenie pionu w danym punkcie na powierzchni Ziemi.